# Кенигсхајн-Видерау
Кенигсхајн-Видерау (њем. Königshain-Wiederau) општина је у њемачкој савезној држави Саксонија. Једно је од 61 општинског средишта округа Средња Саксонија. Према процјени из 2010. у општини је живјело 2.895 становника. Посједује регионалну шифру (AGS) 14522290. Клара Цеткин, чувени њемачки социјалиста и борац за женска права, рођена је у Кенигсхајн-Видерауу.

## Географски и демографски подаци
Кенигсхајн-Видерау се налази у савезној држави Саксонија у округу Средња Саксонија. Општина се налази на надморској висини од 300 метара. Површина општине износи 30,9 km². У самом мјесту је, према процјени из 2010. године, живјело 2.895 становника. Просјечна густина становништва износи 94 становника/km².